# Józef Pasternak
Józef Aleksander Pasternak, Josef Pasternack (ur. 1 lipca 1881 w Częstochowie, zm. 29 kwietnia 1940 w Chicago) – polski dyrygent, pianista i altowiolista, dyrektor wytwórni Victor, aktywny w Stanach Zjednoczonych.

## Życiorys
W młodości uczył się gry na skrzypcach w Częstochowie. Kształcił się w Instytucie Muzycznym w Warszawie, tamże uczył się gry na fortepianie u Aleksandra Michałowskiego, a kompozycji u Zygmunta Noskowskiego. Na ziemiach polskich pod zaborem rosyjskim uczył się gry na różnych instrumentach, niemal wszystkich z orkiestry poza harfą.
Przeprowadził się do Stanów Zjednoczonych, gdzie pracował jako altowiolista w latach 1900–1909, następnie jako asystent dyrygenta w latach 1909–1910 (był asystentem Leopolda Stokowskiego), a od 1910 do 1913 roku jako dyrygent orkiestry Metropolitan Opera w Nowym Jorku. W latach 1913–1914 pracował jako dyrygent New Century Opera w Nowym Jorku. Był następnie dyrektorem opery letniej w Chicago, dyrektorem Filadelfijskiej Orkiestry Symfonicznej, dyrektorem Bostońskiej Orkiestry Operowej i orkiestry Boston Pops.
Był także dyrektorem muzycznym wytwórni Victor od 1916 roku oraz dyrektorem Towarzystwa Fonograficznego Stanley. Wypromował Enrica Carusa na gwiazdę wytwórni Victor. Był bliskim przyjacielem i wielbicielem Artura Toscaniniego. Od 1927 roku pracował w amerykańskim radiu, był długoletnim dyrektorem serii radiowej The Carnation Contented Hour, był dyrektorem muzycznym audycji The Atwater Kent Hour oraz Jack Frost Melody Moments. Upadł, gdy miał prowadzić próbę do audycji radiowej i niedługo później zmarł w Chicago.
Miał żonę i dwie zamężne córki.

## Nagrania
Wziął udział w przeszło 2700 nagraniach płytowych, głównie jako dyrygent, także jako pianista dla wytwórni Victor, a także kilku dla Columbia Records i Decca Records. Współpracował m.in. z Jaschą Heifetzem.